# Шинја Јаџима
Шинја Јаџима (јап. 矢島 慎也; 18. јануар 1994) јапански је фудбалер.

## Каријера
Током каријере играо је за Урава Ред Дајмондс, Фаџијано Окајама, Гамба Осака и Вегалта Сендај.

## Репрезентација
Са репрезентацијом Јапана наступао је на олимпијским играма 2016.